# Nati bastardi
Nati bastardi è un singolo del rapper italiano Capo Plaza, in collaborazione con il rapper italiano Tony Effe, pubblicato il 15 novembre 2024 come terzo estratto della riedizione deluxe del terzo album in studio Ferite.

## Descrizione
Il brano, scritto dagli stessi due rapper, è prodotto da Luca Antonio Barker, in arte Sick Luke ed Enrico Botta, in arte Estremo.

## Video musicale
Il video musicale è stato pubblicato in concomitanza all'uscita del brano attraverso il canale YouTube del rapper.

## Tracce
Testi di Luca D'Orso e Nicolò Rapisarda, musiche di Enrico Botta, Luca Antonio Barker e Pierfrancesco Pasini.
1. Nati bastardi – 2:31

## Classifiche
| Classifica (2024) | Posizione massima |
| ----------------- | ----------------- |
| Italia            | 25                |